# Homophonie
Cet article possède un paronyme, voir Homophobie.
En linguistique, l’homophonie est une variété d’homonymie désignant le rapport entre deux mots différents possédant la même prononciation — cf. phonétique. L’homophonie se distingue en cela de l’homographie, qui elle, désigne le rapport entre deux mots de sens différents possédant la même orthographe. L’homophonie est très fréquente en français (car elle peut se produire avec quasiment tous les mots, même les plus courants) et est la source de fautes d’orthographe très fréquentes :
- par exemple en français, « ferment » (conjugaison de « fermer » à la troisième personne du pluriel du présent de l’indicatif) et le nom masculin « ferment » (homophone du participe présent « fermant ») sont homographes mais pas homophones, tandis que les mots « mer », « mère », et « maire » sont homophones mais pas homographes, ou encore « hêtre » et « être » ;
- le cas le plus courant en français de prononciations identiques se produit avec les accords au féminin ou au pluriel de nombreux mots, car ces accords, même s’ils se différencient orthographiquement, ne se différencient pas toujours phonétiquement. C’est également très fréquent dans les formes conjuguées du même verbe (notamment avec tous les verbes réguliers du premier ou second groupe). Mais, dans tous ces cas, ce sont des formes du même mot, pas des mots différents.

## Homophonie et homonymie
Deux mots différents qui sont à la fois homophones et homographes sont des homonymes vrais :
- par exemple en français, « suis » désigne deux homonymes vrais car il peut être la forme conjuguée des verbes « être » et « suivre » à la première personne du présent de l’indicatif (mais aussi à la deuxième pour le second). Par ailleurs, ces homonymes vrais sont tout autant homophones de la forme verbale « suit » (issus du même « suivre », à la troisième personne du présent de l’indicatif), ainsi que du nom commun féminin « suie », avec lequel ils n’entretiennent du reste aucune parenté étymologique, comme c’est déjà le cas entre « être » et « suivre ».

## Homophonie et paronymie
On parle parfois aussi d’homophonie entre deux ou plusieurs mots (ou expressions) quand ces mots (ou expressions) ont des prononciations normalement différentes phonétiquement mais suffisamment proches (paronymes) pour être parfois confondues phonologiquement suivant les accents régionaux, ou quand ils sont prononcés dans une autre langue qui ne fait pas de différence claire entre plusieurs phonèmes, ou quand la prononciation de la graphie est incertaine dans cette langue. Mais on devrait plutôt parler dans ce cas de paraphonie.
- C’est le cas souvent de certains noms propres étrangers tels que les paronymes Holland, Hollande, Åland et Oland en français, qui sont souvent paraphones, et dont l’orthographe peut varier en raison de lettres normalement inconnues en orthographe purement française, selon différents modèles de francisation, ce qui conduit alors à des prononciations très différentes sans qu’on puisse savoir quel nom est réellement prononcé.
- D’autres cas de paraphonie en français se produisent par exemple avec les noms masculins « mat » et « mas » (la prononciation de ce dernier varie suivant les locuteurs, certains faisant la différence en prononçant le ‘s’ final et d’autres pas, ou en prononçant le second avec un ‘a’ antérieur).
- Un cas de paraphonie liée à l’évolution de la phonétique de la langue française se produit entre les verbes conjugués paronymes « chantais » et « chantai » (ce dernier était normalement prononcé comme les homophones « chanté » et « chanter », pour indiquer ici l’indicatif passé simple à la première personne du singulier, mais est maintenant le plus souvent confondu comme avec les homophones « chantais », « chantait » et « chantaient », qui indiquent l’indicatif imparfait et dont le premier est aussi conjugué avec la première personne du singulier). Ce cas produit alors une confusion facile des temps et est la cause de fautes d’orthographe assez courantes.
- Le même cas de paraphonie se reproduit en français entre le conditionnel présent et l’indicatif futur, par exemple avec les paronymes « chanterais » (ou ses homophones vrais « chanterait » et « chanteraient » tous prononcés comme « chantrè ») et « chanterai » (normalement prononcé comme « chantré »), et produit la même confusion des temps.
- En outre, la distinction phonétique entre le ‘a’ antérieur et le ‘a’ postérieur tend à disparaître phonétiquement en français courant au profit de la voyelle antérieure, transformant une paronymie en homophonie (par exemple entre l’adjectif « las » normalement prononcé postérieur, mais souvent prononcé comme les « la » et « là », deux homophones vrais toujours prononcés antérieurs), ce qui peut produire des ambiguïtés de compréhension (par exemple « je suis las », postérieur, indique ma fatigue mais si on le prononce antérieur, on confond la phrase avec « je suis là » qui indique ma présence en un lieu).
- Par ailleurs, on remarque également une tendance à l’ouverture généralisée des ‘o’ fermés lorsqu’ils se trouvent entravés en syllabe finale. Ainsi de « zone », « cône », « axiome », « tome », « cosmos », mais aussi de « faute, « chaume », « royaume », « heaume », etc., dont le [o] s’ouvre en [ɔ] dans la langue populaire. Des couples paraphoniques tels que « sotte »/« saute », « cotte »/« côte », « roc »/« rauque », « pomme »/« paume », « homme »/« heaume », « bosse »/« Beauce », « Paul »/« Paule », etc., glissent donc tous vers l’homophonie. Le registre soutenu conserve néanmoins clairement ces différences.
- Enfin, notons la confusion de plus en plus fréquente entre les sons vocaliques nasaux [ɛ̃] et [œ̃] qui tendent dans la prononciation parisienne à se fondre en un son unique [æ̃], beaucoup plus ouvert. Celle-ci produit alors des couples d’homophones tel que « brin »/« brun ». La distinction des deux sons continue cependant d’être attestée au Québec ainsi que dans de nombreuses régions et villes françaises, comme à Toulouse, par exemple.

## Homophonie en littérature

### En français
En littérature francophone, trois écrivains développent ce procédé à partir de la fin du XIXe siècle : Raymond Roussel, Alphonse Allais, et Jean-Pierre Brisset et en font un principe de construction fictionnelle, reposant parfois sur un dispositif théorique. Allais compose entre autres des distiques homophoniques ou poèmes holorimes et truffe ses nouvelles et ses articles de jeux de mots. Roussel révèlera son procédé avec Comment j'ai écrit certains de mes livres (1934). Brisset, dans son ouvrage La Grande Nouvelle (1900), postule sérieusement une loi linguistique, étonnante pour l'époque : l’homophonie entre mots ou idées prouverait un rapport entre eux. Il écrit : « Toutes les idées que l’on peut exprimer avec un même son, ou une suite de sons semblables, ont une même origine et présentent entre elles un rapport certain, plus ou moins évident, de choses existant de tout temps ou ayant existé autrefois d’une manière continue ou accidentelle. » Il réussissait à concevoir par ce procédé que l’Homme descend de la grenouille.
Marcel Duchamp affirme que la vision du spectacle en 1912 tiré du roman Impressions d'Afrique de Roussel a été déterminante pour la composition des notes préparatoire du Grand Verre, sans parler de l'impact qu'ont eu les trois auteurs cités plus haut sur André Breton et le groupe surréaliste.
Depuis les années 1960, et sans compter les travaux du psychanalyste Jacques Lacan et l'essai de Michel Foucault sur Roussel, les membres de l’Oulipo ont fait de l’homophonie un principe de construction fictionnelle, soit un jeu poétique  soit encore un déplacement dans un autre univers sémantique.

### En anglais
En littérature anglo-saxonne, on trouve par exemple chez Edward Lear, Lewis Carroll et James Joyce, des pratiques homophoniques. Par ailleurs, le parler cockney repose en grande-partie sur ce type  d'associations. L'humour fondé sur l'absurde (ou le nonsense) dans la langue est très prisé en Angleterre depuis de longues années.

## Homophonie en musique
L'homophonie désigne une musique collective à une voix, chantée à l'unisson. Le mot est synonyme de monodie et s'oppose à la polyphonie et à l'harmonie. Le chant grégorien est par exemple une musique homophone.
Dans la musique polyphonique, par abus, on traite d'homophonie un morceau où l'émission des syllabes se fait dans un même rythme, commun à l’ensemble vocal, le chœur ou les instruments : il s'agit plus précisément d'homorythmie.

## Détection automatique
Plusieurs systèmes de codage des mots ont été imaginés pour permettre la détection automatique d'homophonies. Ils reposent sur un système de règles et sont adaptés aux possibilités de traitement bureautiques (par exemple le codage octal dans le cas de l'algorithme Soundex de Russell).